# Mats Graffman
Mats Gösta Graffman, född 6 januari 1961 i Göteborg, är en svensk företagsledare inom media och utbildning.
Efter studier vid Linköpings universitet 1987 har Graffman varit marknadsdirektör hos Expressen, VD för Radio Rix/Vinyl 107, VD för Pir New World Media och från 1999 VD för Razorfish AB. Senare  har han blivit VD och styrelseordförande för Humanova Utbildning AB.
Han är son till regissören Göran Graffman och skådespelaren Maj-Britt Lindholm samt bror till skådespelaren Per Graffman och halvbror till regissören Emil Graffman. Han är också sonson till hovrättslagmannen Gösta Graffman.